# NHA 1915/16
Die Saison 1915/16 war die siebte reguläre Saison der National Hockey Association (NHA). Meister wurden die Canadiens de Montréal.

## Teamänderungen
Folgende Änderungen wurden vor Beginn der Saison vorgenommen:
- Die Toronto Shamrocks stellten den Spielbetrieb ein.

## Modus
In der Regulären Saison absolvierten die fünf Mannschaften jeweils 24 Spiele. Der Erstplatzierte wurde Meister. Für einen Sieg erhielt jede Mannschaft zwei Punkte, bei einem Unentschieden einen Punkt und bei einer Niederlage null Punkte.

## Saisonverlauf
Vor der Spielzeit hatte Eddie Livingstone, Besitzer der Toronto Shamrocks, das Franchise der Toronto Blueshirts erworben, was den anderen Teambesitzern jedoch zu viel Macht bedeutete, weshalb er die Mannschaft wieder verkaufen sollte. Dies sollte sich jedoch als fatale Entscheidung erweisen, da Livingstone den kompletten Kader der Blueshirts an das neue PCHA-Team Seattle Metropolitans verkaufte, stattdessen den Kader der Shamrocks in sein Blueshirts-Franchise integrierte und die Shamrocks auflöste, wodurch die NHA ein ganzes Team samt einiger guter Spieler verlor. In der auf fünf Mannschaften reduzierten NHA wurden die Canadiens de Montréal mit sieben Punkten Vorsprung souverän Meister.

## Reguläre Saison

### Tabelle
Abkürzungen: GP = Spiele, W = Siege, L = Niederlagen, T = Unentschieden, GF = Erzielte Tore, GA = Gegentore, Pts = Punkte
|                       | GP | W  | L  | T | GF  | GA  | Pts |
| --------------------- | -- | -- | -- | - | --- | --- | --- |
| Canadiens de Montréal | 24 | 16 | 7  | 1 | 104 | 76  | 33  |
| Ottawa Senators       | 24 | 13 | 11 | 0 | 78  | 72  | 26  |
| Quebec Bulldogs       | 24 | 10 | 12 | 2 | 91  | 98  | 22  |
| Montreal Wanderers    | 24 | 10 | 14 | 0 | 90  | 116 | 20  |
| Toronto Blueshirts    | 24 | 9  | 14 | 1 | 97  | 98  | 19  |

## Stanley Cup Challenge
In den Entscheidungsspielen um den Stanley Cup besiegten die Canadiens de Montréal die Portland Rosebuds aus der Pacific Coast Hockey Association, die das erste US-amerikanische Team waren, die um den Stanley Cup spielten, in einer Best-of-Five-Serie mit 3:2 Siegen.